# Nyctimene draconilla
Nyctimene draconilla är en däggdjursart som beskrevs av Thomas 1922. Nyctimene draconilla ingår i släktet Nyctimene och familjen flyghundar. IUCN kategoriserar arten globalt som otillräckligt studerad. Inga underarter finns listade.
Arten når en kroppslängd av 65 till 85 mm och en vikt av 28 till 36 g. Svansens är liksom hos andra arter av samma släkte kort. Fladdermusen har i princip samma utseende som Nyctimene albiventer. Det enda undantaget är att den har betydlig mindre tänder. Hos Nyctimene draconilla förekommer samma kännetecken som är typiska för hela släktet, en mörk grundfärg och gula eller bruna punkter på flygmembranen samt rörformiga näsborrar som är cirka 6 mm långa.
Denna flyghund förekommer på Nya Guinea norr och söder om öns centrala bergstrakter. Arten vistas i låglandet och i kulliga områden. Habitatet är inte bra utrett men arten hittades ofta i träskmarker och nära floder.
Individerna bildar vid viloplatsen kolonier, ofta tillsammans med Nyctimene albiventer. De äter huvudsakligen frukter som kompletteras med några insekter. Några zoologer som Nowak (1994) har uppställd tesen att de rörformiga näsborrarna hjälper vid någon slags ekolokalisering men hittills saknas bekräftelse för påståendet. Allmänt är nästan inget känt om levnadssättet. Troligen har arten samma beteende som nära släktingar.